# Боткамп
Боткамп (нем. Bothkamp) — община в Германии, в земле Шлезвиг-Гольштейн. 
Входит в состав района Плён. Подчиняется управлению Прец-Ланд.  Население составляет 291 человек (на 31 декабря 2010 года). Занимает площадь 13,80 км².

## Известные уроженцы
- Ранцау, Иосиас (1609—1650) — военачальник, маршал Франции.